# Ayoka Chenzira
Ayoka Chenzira (Philadelphia, 8 november 1953) is een filmregisseuse uit de Verenigde Staten. Zij is van Afro-Amerikaanse afkomst en maakt vooral onafhankelijke films met Afro-feministische thema's.

## Biografie
Chenzira groeide op in Philadelphia, waar haar moeder een schoonheidssalon had die veel door Afro-Amerikaanse vrouwen bezocht werd. Zij haalde de titels B.F.A. in film aan de New York-universiteit, een M.A. in pedagogiek aan de Columbia-universiteit en een Ph.D. in digitale media aan het Georgia Institute of Technology.
Alma's Rainbow is de eerste feature length 35mm-film gemaakt door een Afro-Amerikaanse vrouw. Het gaat over een tienermeisje dat in haar levenskeuzes beïnvloed wordt door haar moeder en haar tante. De film stond in de top-40 van verkochte video's voor thuisgebruik van het tijdschrift Billboard. Hair Piece: A Film for Nappyheaded People was de eerste animatiefilm gemaakt door een Afro-Amerikaanse vrouw.
Naast de Verenigde Staten heeft Chenzira filmprojecten gedaan in Zuid-Afrika, Nigeria, Kenia en Senegal. Ook zat ze in filmcommissies in Oostenrijk, Engeland en Brazilië. Sommige van haar films zijn vertaald in het Frans en in het Japans.
In 2012 sloot Chenzira een partnerschap met bestsellerschrijfster Pearl Cleage om haar boeken te verfilmen. In 2013 lanceerde ze met haar dochter HaJ het multimedia-project HERadventure met feministische thema's in een sciencefiction-setting.
Chenzira was professor aan het The City College in New York en later aan het Spellman College in Atlanta. Aan deze laatste instelling is ze tevens directrice van een samenwerkingsprogramma met de Technische Universiteit van Durban (Zuid-Afrika).

## Films
- 1979: Syvilla: They Dance to Her Drum (korte film)
- 1984: Hair Piece: A Film for Nappyheaded People (korte film)
- 1988: The Lure and the Lore (korte video)
- 1989: Zajota and the Boogie Spirit (korte film)
- 1994: Alma's Rainbow

## Prijzen
- Sony Innovator Award, voor Zajota and the Boogie Spirit
- Apple Computer Distinguished Educator Award
- The Black Women's Film Preservation Society in Atlanta's Trailblazer Award 2002
- Womenetics POW Award 2013